# 一级和二级抗体
一级和二级抗体是两种不同的抗体，前者直接与抗原结合，而后者则与已经和抗原结合的前者相结合。

## 一级抗体
一级抗体是针对抗原目标，如蛋白质、多肽、糖类或其它小分子等特异性结合的抗体。这种抗体通常不与染色剂结合，不能显色。目前有许多单克隆/多克隆的一级抗体，可以和各种不同的生物分子的特定抗原表位高度特异、亲和的结合。这些抗体不仅可以用于检测特定的生物分子，而且可以测定它们的变化量，以及诸如磷酸化、甲基化、或糖基化的特定修饰情况。一级抗体对于检测如癌症、糖尿病、帕金森氏症和阿茲海默症等疾病所特有的生物标记是非常有用的。此外也用于研究药物动力学中的吸收、分布、代谢及排泄过程，以及研究多药耐药的治疗药物。

紫色的一级抗体与红色的抗原结合，绿色的二级抗体随后与一级抗体结合形成一个标志，该标志用于间接检测抗原。

## 二级抗体
二级抗体是指与一级抗体或其片段相结合的抗体，他们通常由探针所标记，因此在检测、纯化以及细胞分拣等应用场景下非常有用。二级抗体可以是多克隆或者单克隆的，并且可以特异针对整个免疫球蛋白，或者是其上如可结晶区段或抗原结合区段等片段。
对于不同的实验室应用场景，通常会选用不同的二级抗体。或者说，某种二级抗体通常主要胜任某种应用场景。选择的根据，是需要检测的以及抗体的类型，例如是G型还是M型免疫球蛋白，以及标记的方式。哪一种二级抗体是最佳的选择，通常是通过试错法来确定的。

### 应用场景
二级抗体通常用于多种不同的生化分析中，例如:
- 酶联免疫吸附试验，包括许多HIV檢測测试
- 西方墨点法
- 免疫染色法
- 免疫组织化学染色法
- 免疫细胞化学染色法